# Loh-Orchester Sondershausen
Das Loh-Orchester Sondershausen ist ein um 1600 gegründetes Orchester aus Sondershausen. Es beeinflusste das Musikgeschehen in Deutschland im 19. Jahrhundert, indem es der Musik von Richard Wagner und Franz Liszt zum Durchbruch verhalf.
Seit 1991 ist das Loh-Orchester Sondershausen Bestandteil der Theater Nordhausen/Loh-Orchester Sondershausen GmbH. Intendant und Geschäftsführer seit August 2016 ist Daniel Klajner. Seit der Spielzeit 2022/23 ist Pavel Baleff Generalmusikdirektor des Theaters Nordhausen und des Loh-Orchesters Sondershausen.

## Namensherkunft
Ab 1806 waren die Konzerte im Freien auch für die Allgemeinheit zugänglich. Sie fanden im Lohpark, nordwestlich, unterhalb des Schlosses Sondershausen statt. Ein bestimmter zeitlicher Rhythmus stellte sich ein, sodass sie bald „Lohparkkonzerte“ genannt wurden. Der Park war früher ein Eichenwald. Aus der Rinde der Bäume wurde die Gerberlohe zum Gerben von Tierfellen gewonnen.
1918 musste der Fürst abdanken, und die „Fürstliche Kapelle“ wurde in „Loh-Orchester“ umbenannt.

## Geschichte

### Vom 17. bis Ende des 19. Jahrhunderts
In den Thüringer Residenzen Sondershausen und Rudolstadt nahm eine Entwicklung in der Musik ihren Anfang, die als die Entstehung von „Musikhöfen“ bezeichnet wird. Nach 1600 hatte der Sondershäuser Hof angestellte Instrumentalisten, die in der Besoldung höheren geistlichen Würdenträgern gleichgestellt waren. Dafür mussten sie sich bereithalten, jederzeit dort zu spielen, wo sich der Hof aufhielt. Sie bildeten noch keine Hofkapelle, da sie eng mit den Aufgaben der Kirchenmusik verflochten waren. Das Vokalensemble in der Kirche holte seine Sänger aus dem städtischen Schulchor. Besonders befähigte junge Männer bekamen Unterricht im Streich- und Blasinstrumentenspiel auf Kosten des Hofes. Nach der Ausbildung konnten sie in der Hofkapelle aufgenommen werden. Der Leiter erhielt den Titel „Fürstlicher Capellmeister“.
1617 kam Michael Praetorius an den Hof zu Sondershausen und organisierte die Musikkapelle neu. Ihr widmete er 1619 seine Polyhymnia exercitatrix. 1619 gilt daher als Gründungsdatum der Lohorchesters. 1644/1645 wurden die ersten Hoftrompeter eingestellt. Ihr erster Einsatz erfolgte bei der Einweihung der Stadtkirche (St. Trinitatis) 1699 (das Ensemble bestand aus acht Trompetern und einem Heerpauker). Sie mussten auch als Ehreneskorte des Fürsten und zum „Aufzugblasen“ antreten. In die Hofkapelle wurden sie noch nicht einbezogen.
Namentlich bekannte Hofkapellmeister aus der Frühzeit des Orchesters sind: Johann Friedrich Holtzer (1659), Jeremias Koch (1662), Elias Christoph Stock (1686). Ein von Stock komponiertes Sing-Ballett war eine kleine Oper mit Tanz (Ballett) unter dem Titel Zu Ehren des großen Pan. Den Text verfasste der schwedische, am Hof angestellte Gelehrte Carl Gustav Heraeus. In 22 Szenenabschnitten wurde als Pan der Fürst Christian Wilhelm zu Schwarzburg-Sondershausen zu seinem 55. Geburtstag gefeiert. Er selbst übernahm eine Rolle als Tänzer. Die einmalige Aufführung war am 6. Januar 1702. Die Noten sind nicht mehr vorhanden.
Die Blütezeit des Orchesters begann unter der Leitung des Sondershäusers Johann Balthasar Christian Freißlich (1687–1764). Er leitete die Kapelle bis 1731, ging dann als musikalischer Leiter der Oper nach Danzig. Freißlich komponierte Kantaten, weltliche Festmusiken und eine Operina Die verliebte Nonne. Der Komponist Gottfried Heinrich Stölzel (1690–1749) hatte sich nach Stocks Tod um die Stelle in Sondershausen beworben. Er bekam sie aber nicht, da Freißlich als Einheimischer vorgezogen wurde. Nach dessen Weggang versuchte der Fürst Stölzel vom Gothaer Hof abzuwerben. Da es ihm aber nicht gelang, beauftragte er ihn mit Kompositionen, die in der Mehrzahl in Sondershausen uraufgeführt wurden. Stölzels Arbeiten wurden im Sondershäuser Schloss bewahrt, während sie in Gotha vernichtet wurden. Zu Stölzels Werken in Sondershausen zählen 339 Kirchenkantaten, Passionsmusiken, weltliche Kantaten und ein Passionsoratorium. Ein großer Teil davon wurde für den Gothaer Hof komponiert. Ein musikalisches Bühnenstück in der Art einer Oper unter dem Titel Irene und Apollo wurde 1733 für den musikverständigen Kunstförderer Fürst Günther I. geschrieben.
Nach dem Tode Günther I. wechselten die „Kapellführer“ häufig, ohne dass ein Qualitätsverlust im musikalischen Leben des Sondershäuser Hofes eintrat. Neben dem Engagement der Fürsten setzte sich zunehmend Bürger der Stadt, wie Ernst Ludwig Gerber und Hofrat Suckow für die Musik ein, auch durch die Auswirkungen der Französischen Revolution. Es führte dazu, dass Fürst Friedrich Carl I. ab 1806 die Allgemeinheit an öffentlichen, kostenfreien Konzerten teilnehmen ließ. Somit gehörten diese Loh-Konzerte zu den ersten standesunabhängigen Konzertangeboten in Deutschland.

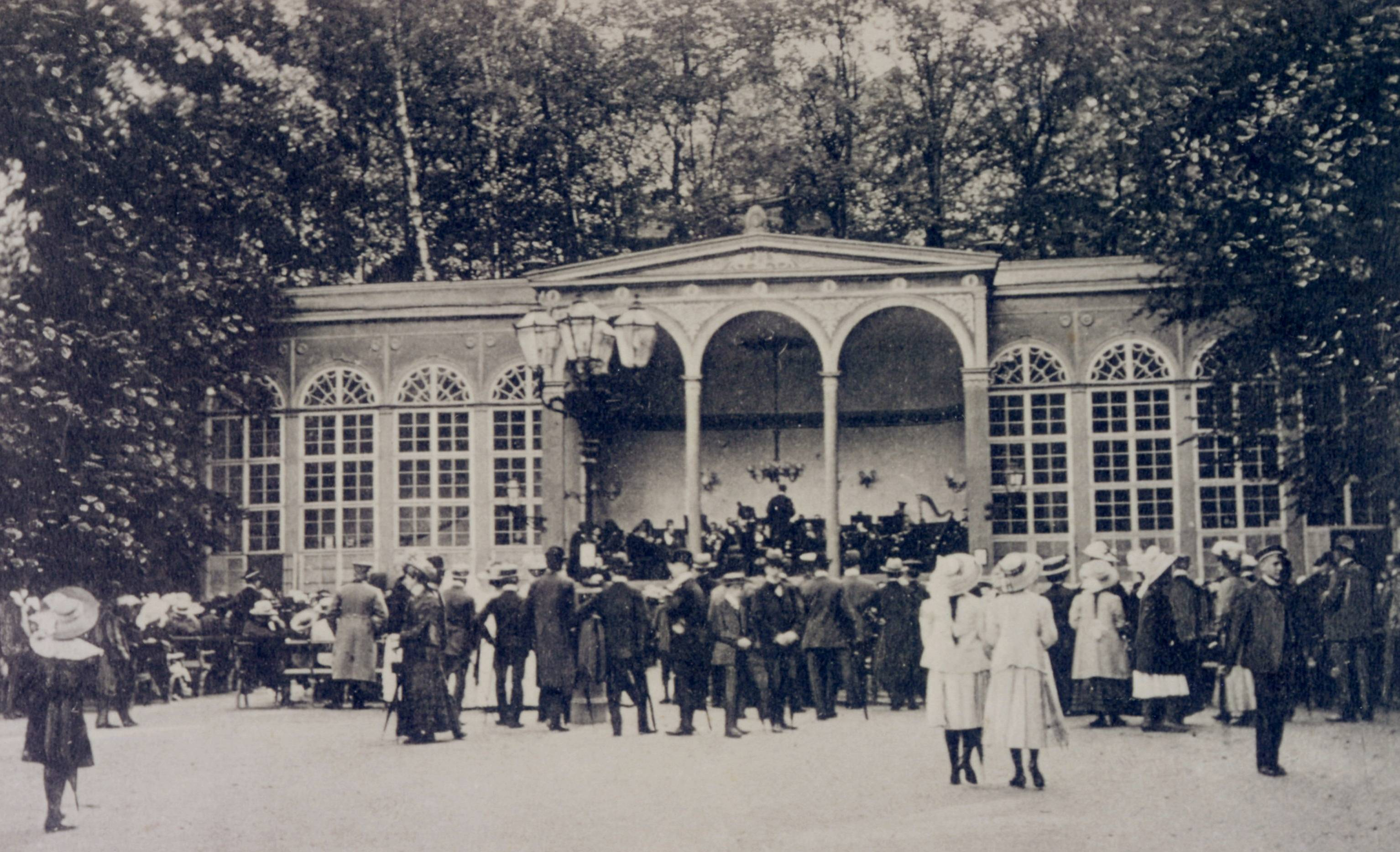
Die Lohhalle von Scheppig

Der Klarinettist Johann Simon Hermstedt (1778–1846) hatte 1801 aus dem Fürstlichen Gardemusikkorps das Hautboistenkorps aus 12 Musikern gebildet. Sie musizierten in Militäruniform im Lohpark im sogenannten „Halbmond“, einer Stelle südlich der späteren Lohhalle. Durch Umgestaltung des ganzen Platzes wurde die „Loh-Halle“ 1837 gebaut. Sie diente bis 1967 dem Konzertbetrieb und wurde 1971 abgerissen. Inzwischen wird über eine Wiederbelebung des alten Standortes als Freiluftspielstätte nachgedacht. Die Musiker des Hermstedtschen Hautboistenkorps beherrschten nicht nur Blas-, sondern auch Streichinstrumente. Ihre Mitwirkung in der Hofkapelle hob deren musikalisches Niveau. Die Hofkapelle war Anfang des 19. Jahrhunderts nicht nur mit Berufsmusikern besetzt, sondern auch mit fähigen Laien aus Bürgertum und Beamtenschaft. Erst ab den 1840er Jahren bestand die Hofkapelle ausschließlich aus Berufsmusikern.
Die Anforderungen des Musiktheaters spielten eine wesentliche Rolle in der Entwicklung der „Fürstlichen Kapelle“. Opernaufführungen gab es auch im 18. Jahrhundert hier und da. Zu Beginn des 19. Jahrhunderts standen auf dem Spielplan Opern von Mozart, Cherubini, Dittersdorf und Weber. Nachdem Opernaufführungen bisher immer in provisorisch dafür hergerichteten Räumen stattgefunden hatten, ließ Fürst Carl Günther I. 1825 ein Hoftheater neben dem Schloss errichten. Von 1825 bis 1830 kam es zu 295 Opernaufführungen.
Hofkapellmeister Eduard Stein aus Kleinschirma bei Freiberg in Sachsen hat Verdienste in der Konzertmusik, aber besonders in der Opernmusik. Er machte die Kompositionen von Richard Wagner und Franz Liszt populär.
Bedeutende Sänger aus deutschen Großstädten gaben Gastspiele. Das Orchester mit seinen konzertanten Aufführungen und das Theater als Opernbühne wurden deutschlandweit ein Begriff.
Leiter der Hofkapelle nach Stein waren: Friedrich Marpurg (1864), Adolf Blaßmann (1865), Max Bruch (1867–1870) der hier sein berühmtes erstes Violinkonzert vollendete, besonders in Theaterdiensten Max Erdmannsdörfer (1871–1880).
Ein herausragender Erfolg wurde 1871 Wagners Fliegender Holländer. Der Sänger des „Erik“ wurde später Heldentenor an der Hofoper Wien.
1891 gingen 23 Opernproduktionen über die Bühne, unter anderen Tannhäuser, Fidelio und Lohengrin.
Ein weiterer bedeutender Orchesterleiter neben Max Bruch war Carl Schroeder, der als Hofkapellmeister von 1881 bis 1885 und 1890 bis 1907 wirkte. In der Zwischenzeit war er Erster Kapellmeister des Königlichen Orchesters zu Berlin und anschließend Leiter der Hamburger Oper. 1883 gründete er das Konservatorium der Musik in Sondershausen. Er leitete 1886 in Sondershausen die Tonkünstlerversammlung. Ehrenpräsident war Franz Liszt. Liszt weilte jährlich mehrere Tage in Sondershausen.

### 20. Jahrhundert bis in die Gegenwart
Nach Ausrufung der Weimarer Republik wurde die Fürstliche Hofkapelle 1919 in „Staatliches Loh-Orchester“ umbenannt. Ab 1921 fanden regelmäßig die „Thüringer Musikfeste“ statt, die ganz der Aufführung zeitgenössischer Komponisten gewidmet waren. Von der Eröffnung des Sondershäuser Theaters 1825 bis zu seinem Brand 1945 versah das Orchester auch Operndienste.
Zum festen Repertoire der Lohkonzerte zählte bis zum Ende des Zweiten Weltkrieges der sogenannte Wildschweinsmarsch. Der Marsch, den das Harmoniekorps der Schwarzburgischen Garde bei Schweinsjagden spielte, war ein Lieblingsstück des Fürsten Günther Friedrich Carl I. von Schwarzburg-Sondershausen und so volkstümlich geworden, dass es als Sondershäuser Schweinsmarsch weit über die Landesgrenzen von Schwarzburg-Sondershausen bekannt wurde.
In der Amtszeit von Karl Heinz Richter führte das Orchester ein umfangreiches auswärtiges Gastspielangebot zwischen Heiligenstadt, Eisleben und Erfurt durch. Zeitgenössische, moderne Kompositionen waren ein großer Bestandteil des Repertoires.
Trotz einiger Turbulenzen unter zwei Diktaturen, der Inflation sowie in der Nachwendezeit konnte das Orchester 2019 sein mindestens 400-jähriges Bestehen feiern. Die ehemalige „Max-Bruch-Philharmonie“ heißt heute Loh-Orchester Sondershausen. 2019 spielten 55 Musiker auf 52 Planstellen. Vor allem die Größe des Grabens im Nordhäuser Theater ist ein Regularium für die Orchesterstärke, denn seit 1991 ist das Orchester Teil der Theater Nordhausen/Loh-Orchester Sondershausen GmbH (TNLOS!). Dies sicherte Theater und Loh-Orchester die weitere Existenz. Durch die Fusion beider Orchester wurde ein großes Orchester geschaffen, das dadurch erhalten werden konnte und in eine höhere Qualitäts- und Besoldungsstufe kam. Die Landesregierung befürwortete dieses Unterfangen. Träger sind die Städte Nordhausen und Sondershausen sowie die Landkreise Nordhausen und Kyffhäuserkreis.
2006 kam es zu öffentlichen Protestaktionen gegen weitere Sparpläne und Kürzungen in der Theater- und Orchesterlandschaft Nordthüringens und letztendlich zur Sicherung der Arbeit von Theater und Orchester.
Als Konzertorchester, ebenso wie im Musiktheater und den 2006 ins Leben gerufenen Thüringer Schlossfestspielen Sondershausen, nimmt das Loh-Orchester vielfältige Aufgaben wahr. Als heute einziges Orchester in Nordthüringen ist es dort ein unverzichtbarer Bestandteil des kulturellen Lebens. Es gibt vier regelmäßige Konzertreihen: je Spielzeit sechs Sinfoniekonzerte, drei Schlosskonzerte, vier Loh-Konzerte und vier Kammerkonzerte. Außerdem sind Neujahrskonzerte, Konzerte zum Jahreswechsel, Operngalen und Faschingskonzerte zur Tradition geworden.
Hauptspielorte des Orchesters sind in Sondershausen das Haus der Kunst, der Blaue Saal des Schlosses und die traditionelle Sommerspielstätte, das Achteckhaus; in Nordhausen außer dem Theater auch die St. Blasii-Kirche, die nicht nur interimsweise während der Bauphase des Theaters zur Verfügung steht, sondern wo auch Uraufführungen mit dem Loh-Orchester erklangen.
2004 war das Orchester mit seinem damaligen Generalmusikdirektor Hiroaki Masuda auf Tournee in Japan.
2016 präsentierte das Loh-Orchester eine besondere CD. Alle Werke haben ehemalige Kapellmeister der einstigen Hofkapelle, der Vorgängerin des Loh-Orchesters, komponiert. Einige der Stücke sind für diese Veröffentlichung zum ersten Mal eingespielt worden.
Von 2004 bis 2016 war Lars Tietje Intendant und Geschäftsführer.

## Kapellmeister der Hofkapelle und Dirigenten des Loh-Orchesters

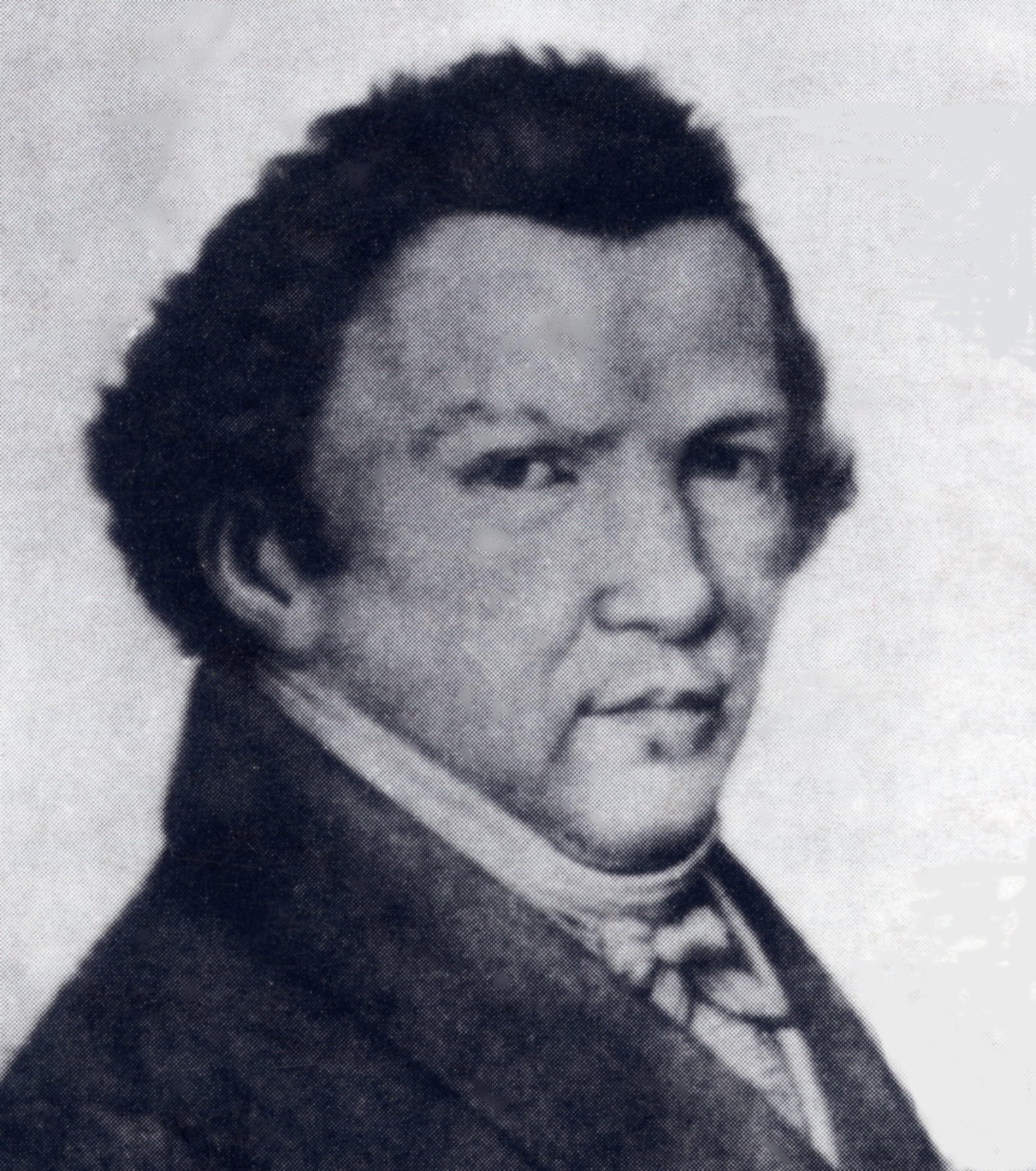
Johann Simon Hermstedt

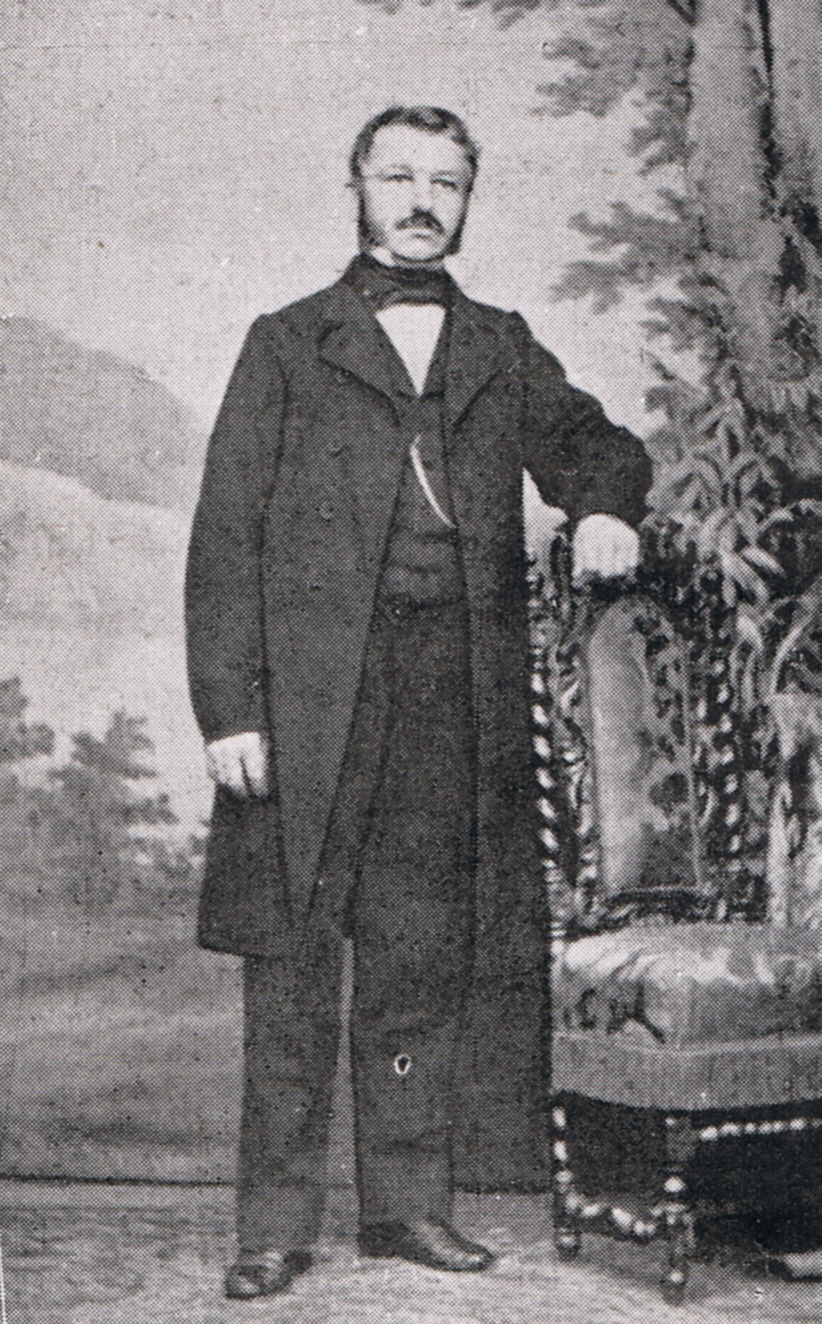
Gottfried Herrmann

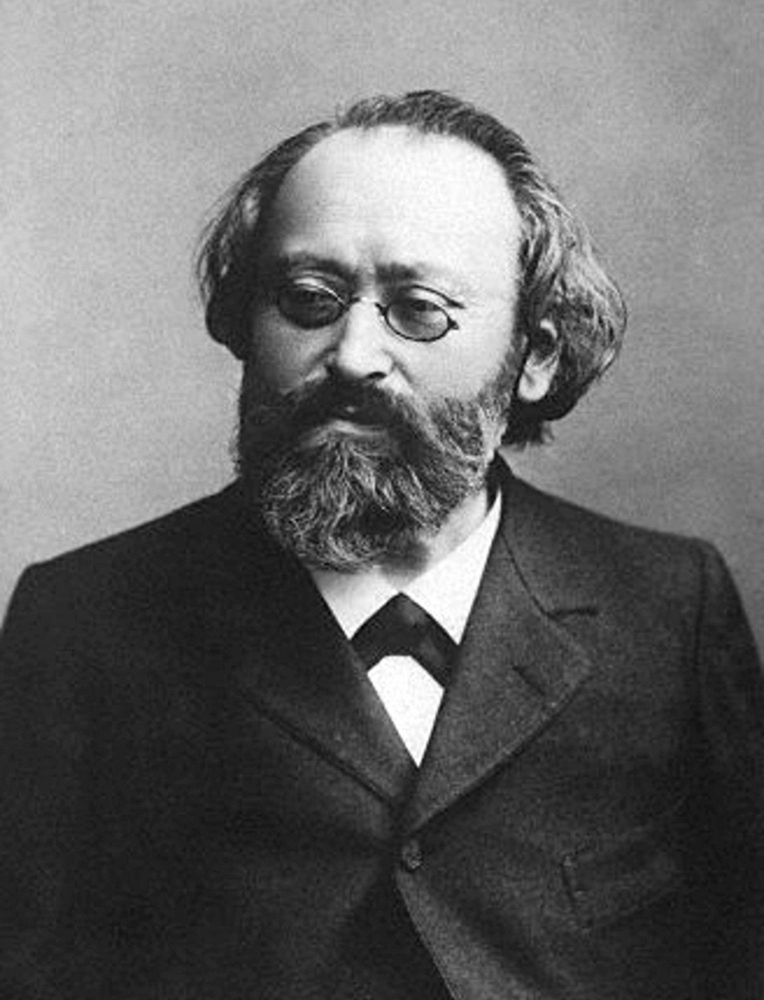
Max Bruch

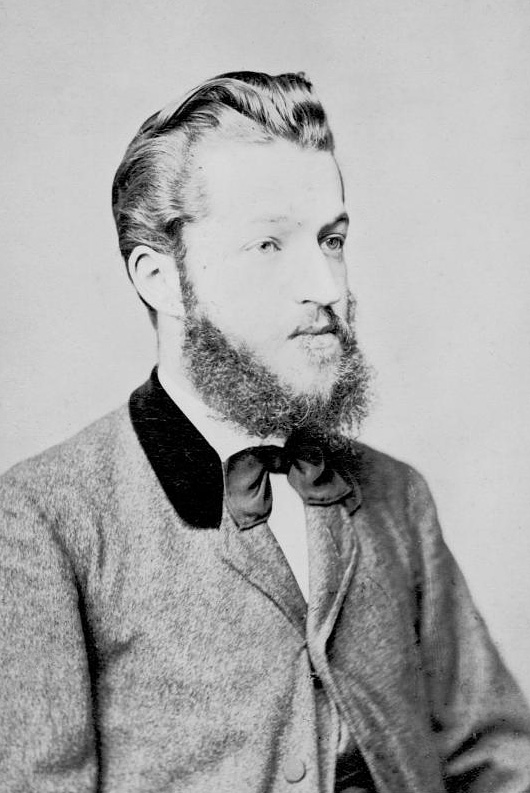
Max Erdmannsdörfer

- 1659–1682: Johann Friedrich Holtzner
- 1682–1692: Jeremias Koch
- 1692–1718: Elias Christoph Stock
- 1718–1731: Johann Balthasar Freislich
- 1731–1758: Heinrich Johann Bona
- 1758–1766: Leopold August Abel
- 1766: August Friedrich Rothe
- 1780: Christian Hieronimus Krause
- 1802–1839: Johann Simon Hermstedt
- 1839–1843: Wilhelm Kirchhoff
- 1843–1844: Louis Huth
- 1844: Louis Bohnhardt
- 1844–1852: Gottfried Herrmann
- 1852–1864: Eduard Stein
- 1864–1866: Friedrich Marpurg
- 1867: Adolf Blaßmann
- 1867–1870: Max Bruch
- 1871–1880: Max Erdmannsdörfer
- 1880: Heinrich Frankenberger
- 1881: August König
- 1881–1886: Carl Schroeder
- 1886–1890: Adolf Schultze
- 1890–1907: Carl Schroeder
- 1907–1910: Traugott Ochs
- 1910–1911: Rudolf Herfurth
- 1911–1933: Carl Corbach
- 1933–1939: Otto Wartisch
- 1940–1945: Carl Maria Artz
- 1945–1948: Georg Karl Winkler
- 1948–1949: Erich Glückmann
- 1949–1950: Wilhelm Buschkötter
- 1950–1951: Walter Schartner
- 1951–1957: Paul Dörrie
- 1957–1958: Armin Pickerodt
- 1958–1959: Paul Diener
- 1959–1970: Gerhart Wiesenhütter
- 1970–1978: Horst Förster
- 1978–1995: Karl Heinz Richter
- 1995–1999: Anton Kolar
- 1999–2002: Peter Stangel
- 2002–2008: Hiroaki Masuda
- 2008–2016: Markus L. Frank
- 2016–2021: Michael Helmrath
- seit 2022: Pavel Baleff

## Äußerungen Prominenter
Johann Wolfgang von Goethe schrieb an seinen Sohn August, nachdem er 1816 in Bad Tennstedt das Hautboistencorps gehört hatte: „Der Musikdirektor Hermstedt von Sondershausen bläst die Klarinette vorzüglich. Er hatte die sämtliche Harmonie, d. h. über ein Dutzend blasender Künstler mitgebracht; sie machten ihre Sache gut.“
Hans von Bülow schrieb 1856 für die Neue Zeitschrift für Musik: „Es schien, als ob mit der Größe der Aufgabe auch die Kräfte, sie zu besiegen, gewachsen wären. Die Ausführung (Liszt-Mazeppa) war bewundernswürdig an lebensvoller Auffassung und technischer Ausdauer. Die sondershäuser Capelle darf den Ruhm der Initiative ohne die Besorgniß behaupten, in dieser schönen Leistung sobald von einer anderen übertroffen zu werden.“
Franz Liszt in einem Brief an den Freiherrn Lothar von Thüna: „Die Kapelle, die er (Max Erdmannsdörfer) dirigiert, zählt zu den renommiertesten Deutschlands, und das mit Recht, denn die Orchesterwerke sind nirgends mit so viel Klugheit, Genauigkeit und Kraft ausgeführt worden.“
Max Bruch an Clara Schumann (7. August 1867): „… Ich habe 1000 Thaler festen Gehalt und erfreu mich des sogar des unschätzbaren Titels „Hofkapellmeister“, habe sehr viel Zeit zum Arbeiten, dirigiere eine ganz vorzügliche Hofkapelle, bin mit der Kapelle fast täglich zusammen, führe alle gute Musik auf, die existiert, bin ganz selbstständig in der Bestimmung der Programme, und bin bei allen Unternehmungen der vollen Zustimmung unserer musikfreudigen Prinzessin sicher.“
Richard Wagner in einem Brief vom 3. Mai 1858 aus Zürich an den Kapellmeister Eduard Stein zur Aufführung des Lohengrin im Hoftheater Sondershausen am 26. März 1858: „… So eben lese ich einen Bericht über Ihre Aufführung meines Lohengrin, und ersehe daraus, dass ich so glücklich war, in Ihnen auf einen jener seltenen Freunde zu treffen, deren schöne und erhebende Theilnahme einzig es mich nicht bereuen lässt, meine Arbeiten der Oeffentlichkeit übergeben zu haben, wo sie so oft und gewöhnlich das Loos der Mishandlung und Verhöhnung erfahren. […] Ihrem geehrten Orchester, sowie den mir unbekannten Sängern, die sich im Lohengrin so auszeichneten, meinen grössten Dank und besten Gruss! […] Dank, Dank für die Freude, die Sie mir machten!“
Aus einem Brief Max Bruchs an Johannes Brahms vom 15. Juni 1870: „… Die fürstliche Kapelle ist sehr gut, eins der hübschesten Orchester Deutschlands. Es herrscht eine vortreffliche Disziplin; die Leute sind willig und begeisterungsfähig. Die schwierigsten Sachen sind mit diesem prächtig eingespielten Orchester ohne große Mühe sehr gut herauszubringen. An keinem Ort in Deutschland werden im Laufe der Konzertsaison so viele Orchester-Novitäten gebracht wie bei uns……Der Verkehr mit der Kapelle ist ein leichter und angenehmer. Ich stehe mit den Leuten auf dem besten Fuße und werde auch nach meinem Scheiden stets in den freundlichsten Beziehungen zu ihnen bleiben.“

## Einspielungen (Auswahl)
Masterpieces For Piano Left Hand Vol.2, Walter Klien, Siegfried Rapp, Ivan Klansky, Tatjana Nikolajewa, Loh-Orchester Sonderhausen, USSR State Radio and Television Symphony Orchestra, Gerhardt Wiesenhütter, Gennadi Roshdestvensky, Label: Praga, ADD/DDD, 1955–1999
Gustav Mahler – Sinfonie Nr. 5 cis Moll, Loh-Orchester Sondershausen, Musikalische Leitung: Hiroaki Masuda, aufgenommen in der „Takemitsu memorial hall“ der „Tokyo opera city“ von deren Tonmeistern am 27. Oktober 2004
Bruch, Liszt, Herrmann, Schroeder: „Ein grosses Wunder“ (Musik aus Sondershausen), Loh-Orchester Sondershausen, Markus L. Frank, Label: SUNROCK SUN 712066 – 2